# Рось (притока Німану)
Рось (біл. Рось) — річка в Білорусі, у Свіслоцькому, Вовковському й Мостівському районі Гродненської області. Ліва притока Німану (басейн Балтійського моря).

## Опис
Довжина річки 99 км. Площа басейну водозбору 1250 км². Формується притоками та безіменними струмками.

## Розташування
Має виток у заболоченій місцині на північно-західній стороні від села Лози Свіслоцького району. Тече переважно на північний захід через Порозову, Вовковиськ, Рось і на північному сході від села Замостяни впадає у річку Німан.

## Притоки
- Хоружівка, Ясениця, Вовковия, Пліща (праві); Свентиця, Нетупа, Вехотнянка, Волпянка (ліві).

Населені пункти вздовж берегової смуги: Кусенарці, Ковалі, Горностаєвичі, Кабузи, П'ятакі, Гледневичі.
Річку перетинають автошляхи та залізниця.

## Цікавий факт
- У XIX столітті на річці існувало 12 водяних млинів.